# Os Dez Mandamentos
Os Dez Mandamentos è una telenovela brasiliana in 242 episodi prodotta e trasmessa da Rede Record a partire dal 23 marzo 2015. E' stata scritta da Vivian De Oliveira con la collaborazione di Altenir Silva, Emilio Boechat, Joaquim Assis, Maria Claudia Oliveira e Paula Richard, e diretta da Alexandre Avancini. 
La serie è un adattamento televisivo di quattro libri presenti nella Bibbia (Esodo, Levitico, Numeri e Deuteronomio), e narra la storia di Mosè, dalla sua nascita alla sua morte, concentrandosi sul suo incontro con Dio sul Monte Sinai, sulle Piaghe d'Egitto, sulla sua partecipazione alla liberazione del popolo ebraico dalla schiavitù in Egitto, sull'attraversamento del Mar Rosso, sul viaggio di quarant'anni nel deserto per raggiungere la Terra Promessa.
Os Dez Mandamentos è stata in assoluto la più seguita produzione firmata Rede Record: in Brasile è arrivata a superare in molte occasioni, in particolare il 18 settembre 2015, la telenovela della prima serata della Rede Globo, per la prima volta in 40 anni. Nel 2016 ne è stato ricavato l'omonimo adattamento cinematografico.

## Fasi
La telenovela è suddivisa in tre fasi:
- Prima fase: Nascita e infanzia di Mosè
- Seconda fase: Fase adulta di Mosè fino al suo esilio
- Terza fase: Fase adulta più avanzata di Mosè: il tentativo di liberare gli ebrei dalla schiavitù in Egitto, le dieci piaghe, la liberazione, il passaggio del Mar Rosso il viaggio di quarant'anni nel deserto, la rivelazione dei Dieci comandamenti

## Cast

### Cast principale
| Attore/Attrice        | Personaggio  |
| --------------------- | ------------ |
| Guilherme Winter      | Moisés       |
| Sérgio Marone         | Ramsés       |
| Camila Rodrigues      | Nefertari    |
| Giselle Itié          | Zípora       |
| Petrônio Gontijo      | Arão         |
| Gabriela Durlo        | Eliseba      |
| Giuseppe Oristanio    | Paser        |
| Benvindo Sequeira     | Baruk        |
| Eduardo Lago          | Disebek      |
| Lisandra Souto        | Amália       |
| Luciano Szafir        | Meketre      |
| Sidney Sampaio        | Oséias/Josué |
| Vitor Hugo            | Corá         |
| Juliana Didone        | Leila        |
| Felipe Cardoso        | Zelofeade    |
| Marcela Barrozo       | Betânia      |
| Babi Xavier           | Tais         |
| Nanda Ziegler         | Judite       |
| Victor Pecoraro       | Ikeni        |
| Rayana Carvalho       | Adira        |
| Tammy di Calafiori    | Ana          |
| Thierry Figueira      | Aníbal       |
| Pérola Faria          | Deborah      |
| Licurgo Spinola       | Num          |
| Roberta Santiago      | Karoma       |
| Maria Ceiça           | Nayla        |
| Paulo Reis            | Eldade       |
| Rafael Sardão         | Uri          |
| Renato Livera         | Simut        |
| Rocco Pitanga         | Jahi         |
| Jorge Pontual         | Menahem      |
| Kiko Pissolato        | Bakenmut     |
| Fernando Sampaio      | Gahiji       |
| Bruno Padilha         | Datã         |
| Sandro Rocha          | Abirão       |
| Bianka Fernandes      | Abigail      |
| Thaís Müller          | Jerusa       |
| Carlos Bonow          | Ahmós        |
| Brendha Haddad        | Inês         |
| Bernardo Velasco      | Eleazar      |
| Rodrigo Vidigal       | Calebe       |
| Kátia Moraes          | Bina         |
| Julio Oliveira        | Chibale      |
| Jeniffer Setti        | Safira       |
| Aisha Jambo           | Radina       |
| Marco Antônio Gimenez | Nadabe       |
| Fábio Beltrão         | Aoliabe      |
| Anita Amizo           | Karen        |
| Erich Pelitz          | Jairo        |
| José Victor Pires     | Amenhotep    |
| Igor Cosso            | Bezalel      |

## Stagioni
| Stagione | Stagione | Puntate | Trasmissione  | Trasmissione     |
| Stagione | Stagione | Puntate | Inizio        | Fine             |
| -------- | -------- | ------- | ------------- | ---------------- |
|          | 1        | 176     | 23 marzo 2015 | 23 novembre 2015 |
|          | 2        | 66      | 4 aprile 2016 | 4 luglio 2016    |